# Cratere Campbell (Luna)
Campbell è un grande cratere lunare di 222,48 km situato nella parte nord-occidentale della faccia nascosta della Luna. È situato a sud-ovest del cratere d'Alembert, una formazione ancora più grande. Campbell è più grande di tutti i crateri lunari visibili da Terra, superando di poco le dimensioni del cratere Schickard, il maggiore della faccia visibile della Luna.
Questa formazione è stata pesantemente danneggiata da una successione di impatti, lasciando un bordo che si presenta come un anello irregolare ricco di creste e picchi. Molti piccoli crateri si trovano sulle pendici e sul pianoro interno; i più cospicui sono Campbell X, all'interno del bordo di nord-est, e Campbell N, vicino alla scarpata meridionale. La maggior parte del pianoro interno è fortemente craterizzato, è comunque presente un'ampia zona ricoperta da lava basaltica, caratterizzata da un'albedo inferiore rispetto alle regioni circostanti; essa appare quindi come una macchia scura che si estende irregolarmente tra il centro ed il bordo occidentale.
È circondato da numerosi altri crateri cospicui, tra cui Wiener a sud-ovest, Von Neumann a sud, Ley, sovrapposto al bordo sudoccidentale, e Pawsey, ad ovest.  Un cratere abbastanza inusuale è situato tra i crateri Campbell e Von Neumann, formato da due o più crateri sovrapposti; l'ultimo è Wiener F, di forma approssimativamente esagonale.
Il cratere è dedicato agli astronomi statunitensi Leon Campbell e William Wallace Campbell.

## Crateri correlati
Alcuni crateri minori situati in prossimità di Campbell sono convenzionalmente identificati, sulle mappe lunari, attraverso una lettera associata al nome.
| Campbell | Coordinate             | Diametro (in km) |
| -------- | ---------------------- | ---------------- |
| A        | 51°45′36″N 154°25′48″E | 21,23            |
| E        | 46°19′48″N 158°53′24″E | 14,9             |
| N        | 43°12′00″N 152°09′36″E | 22,24            |
| X        | 47°43′48″N 149°36′36″E | 23,34            |
| Z        | 48°34′48″N 153°00′00″E | 23,78            |